# Embaixador da Boa Vontade do Alto Comissariado das Nações Unidas para Refugiados
O Embaixador da boa vontade do Alto Comissariado das Nações Unidas para os Refugiados é um cargo ocupado por celebridades, que utilizam seu reconhecimento social para representar os refugiados perante as Nações Unidas.

## Atuais

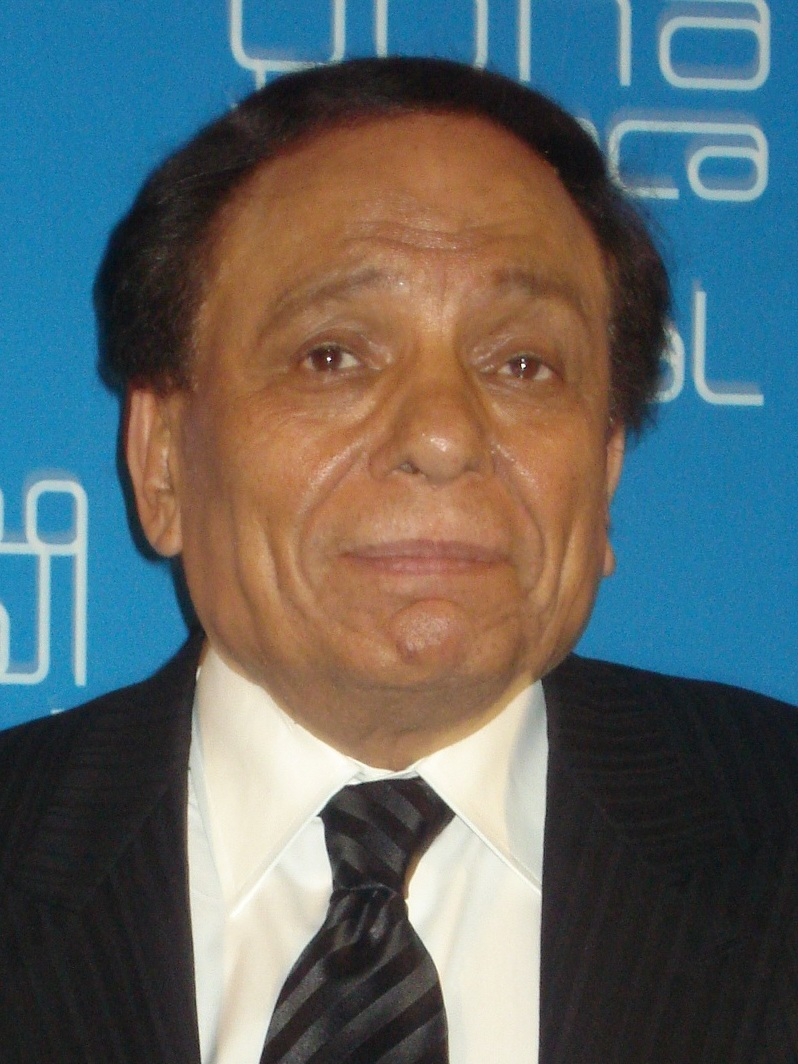
Adel Imam, ator
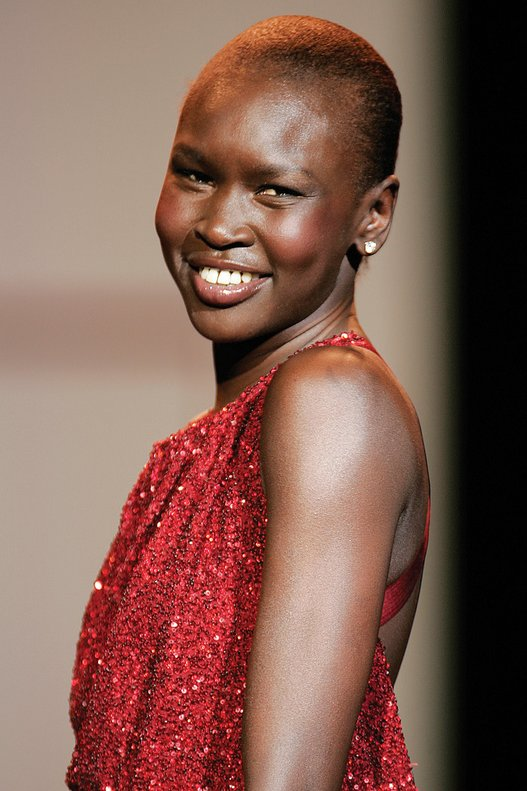
Alek Wek, modelo
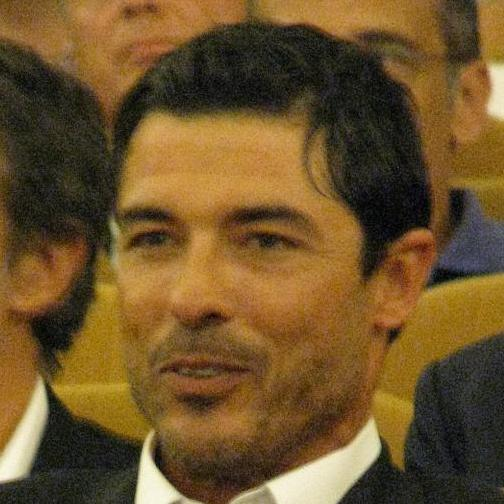
Alessandro Gassman, ator
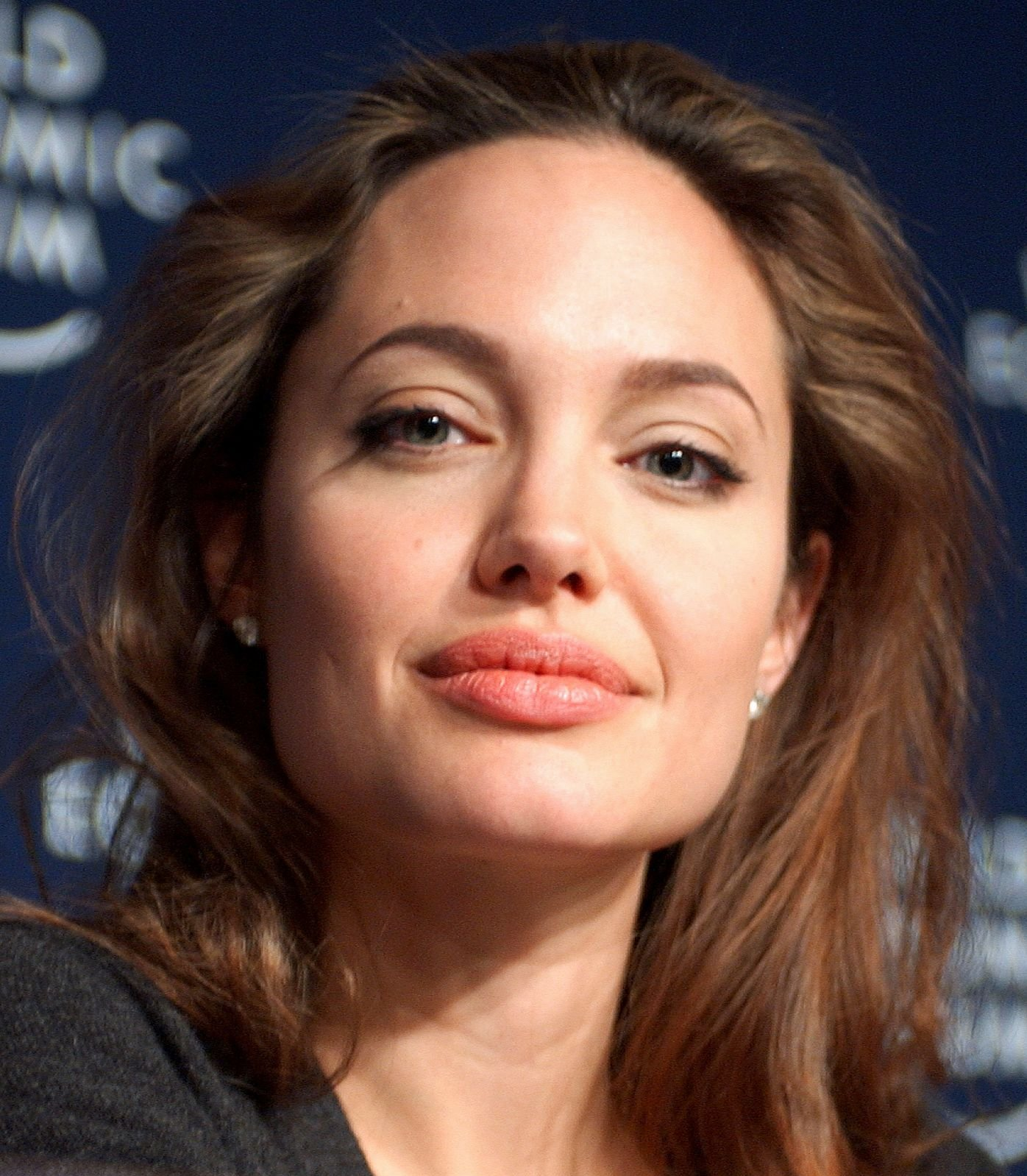
Angelina Jolie, atriz
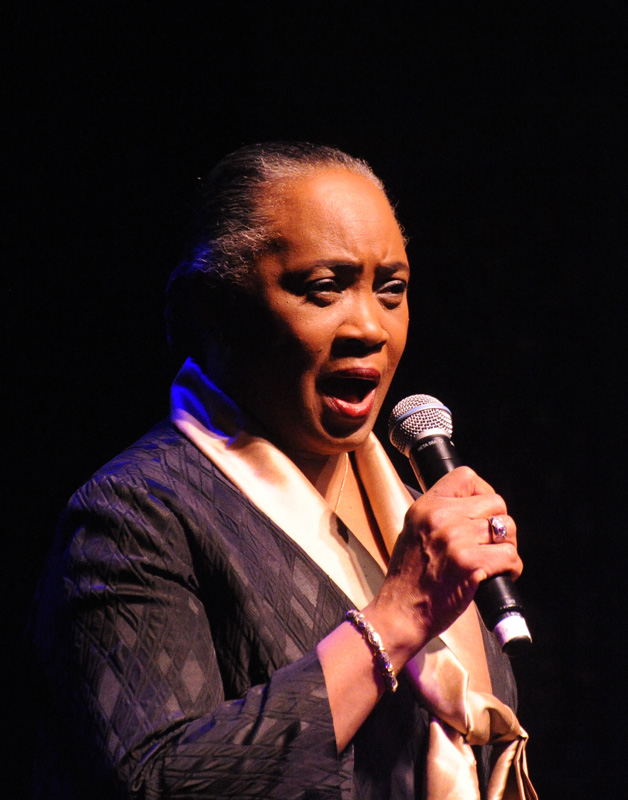
Barbara Hendricks, cantora
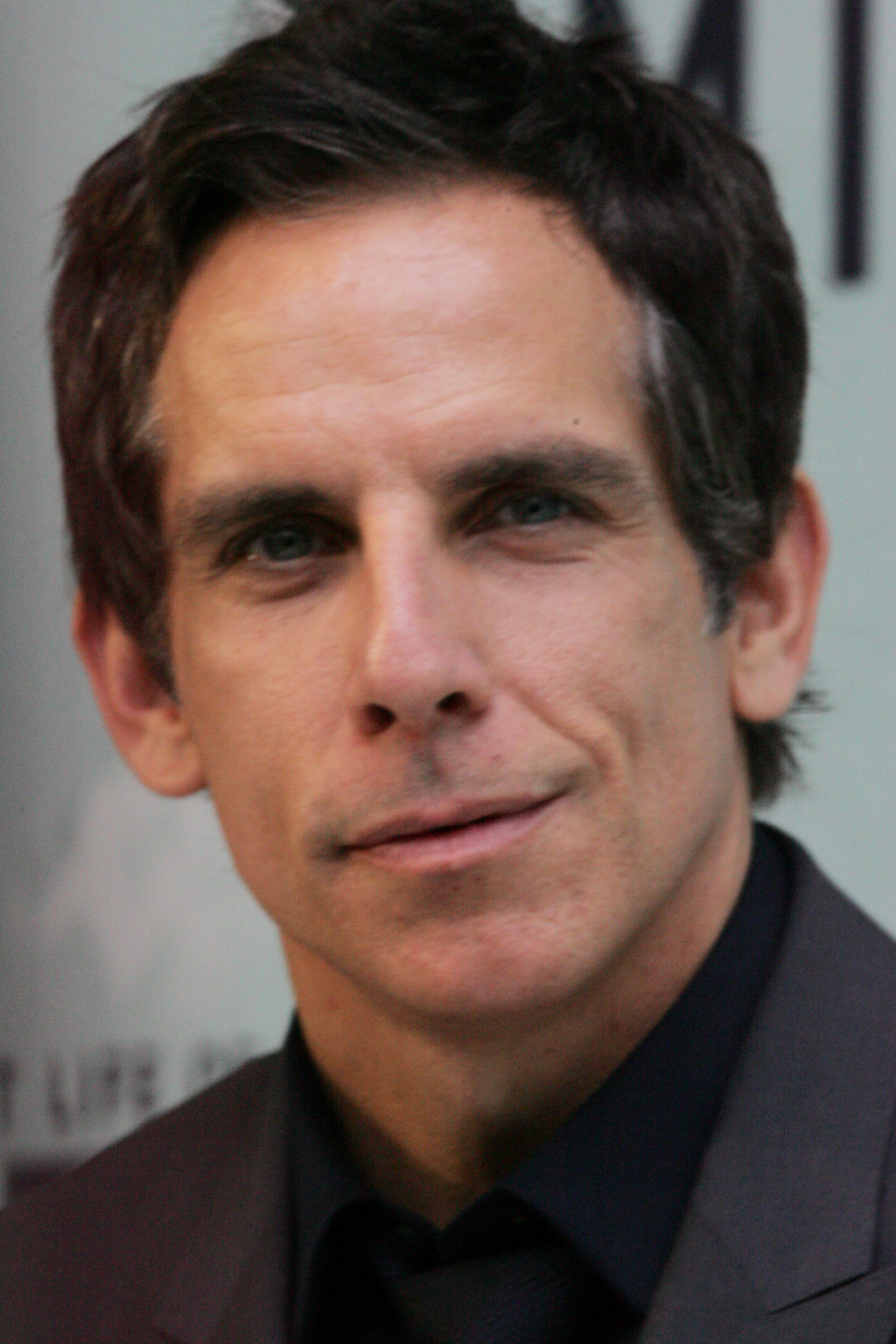
Ben Stiller, ator
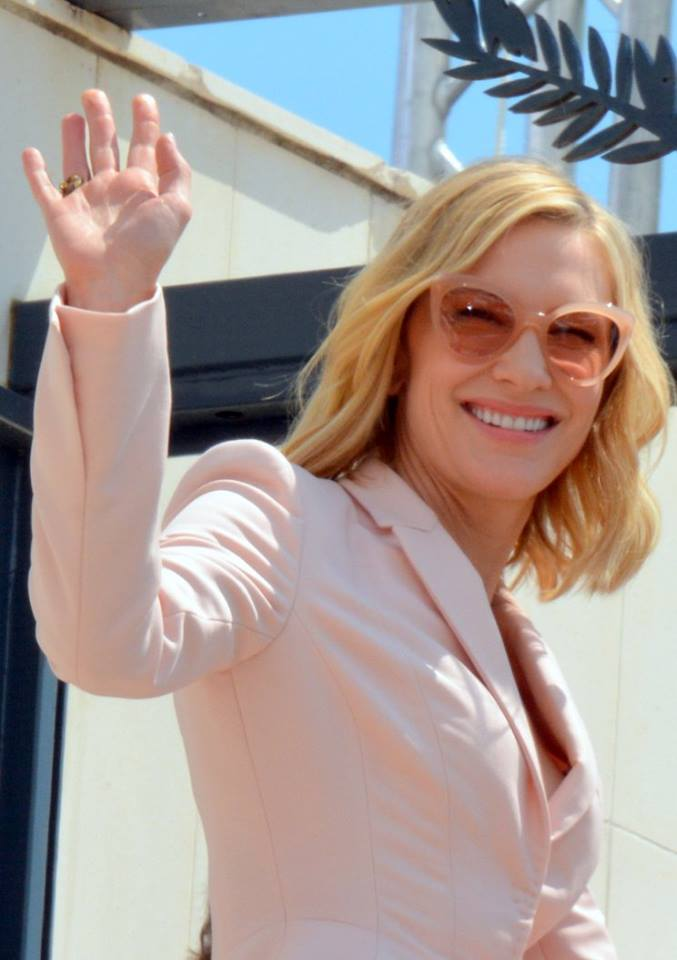
Cate Blanchett, atriz
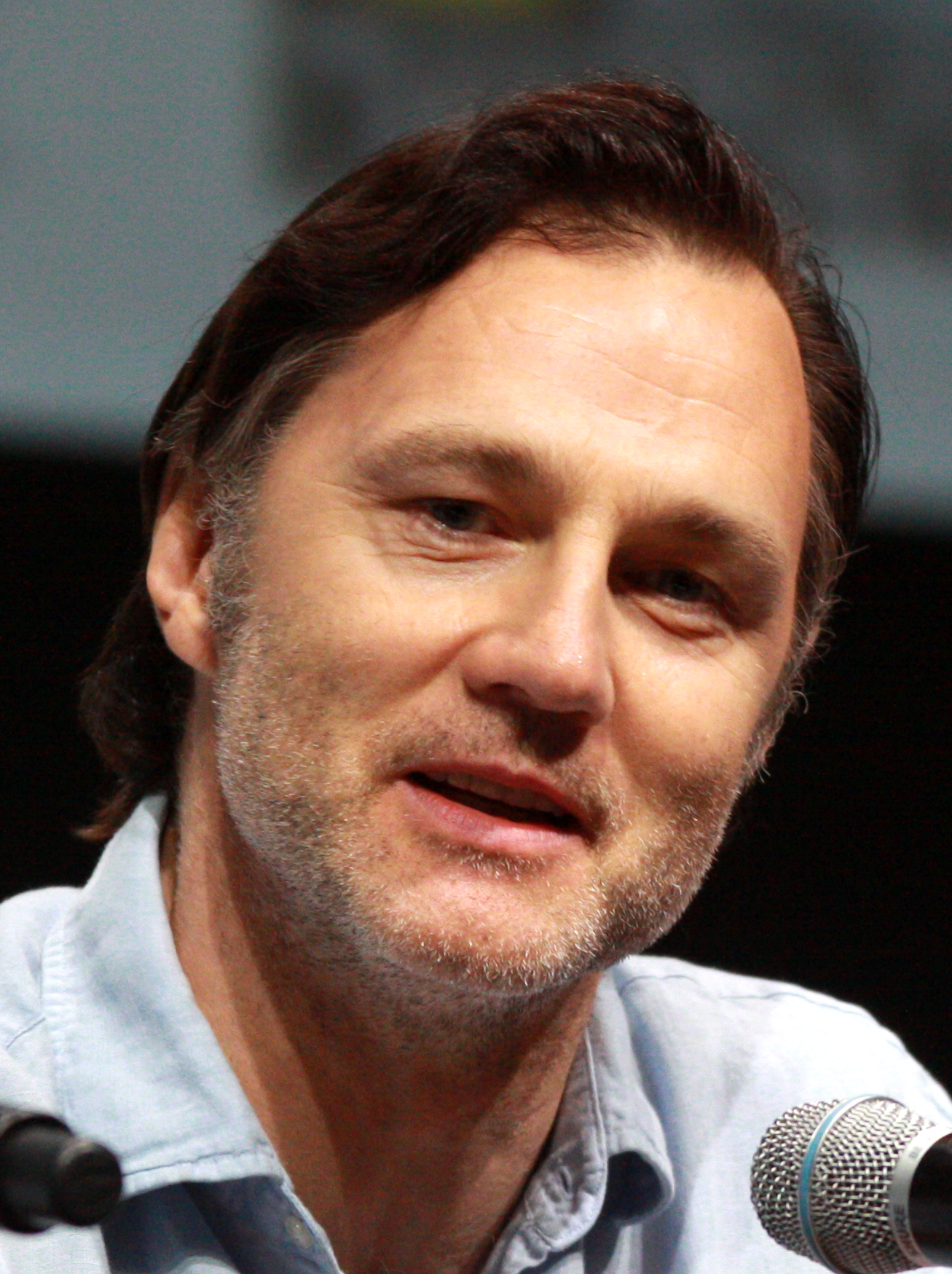
David Morrissey, ator
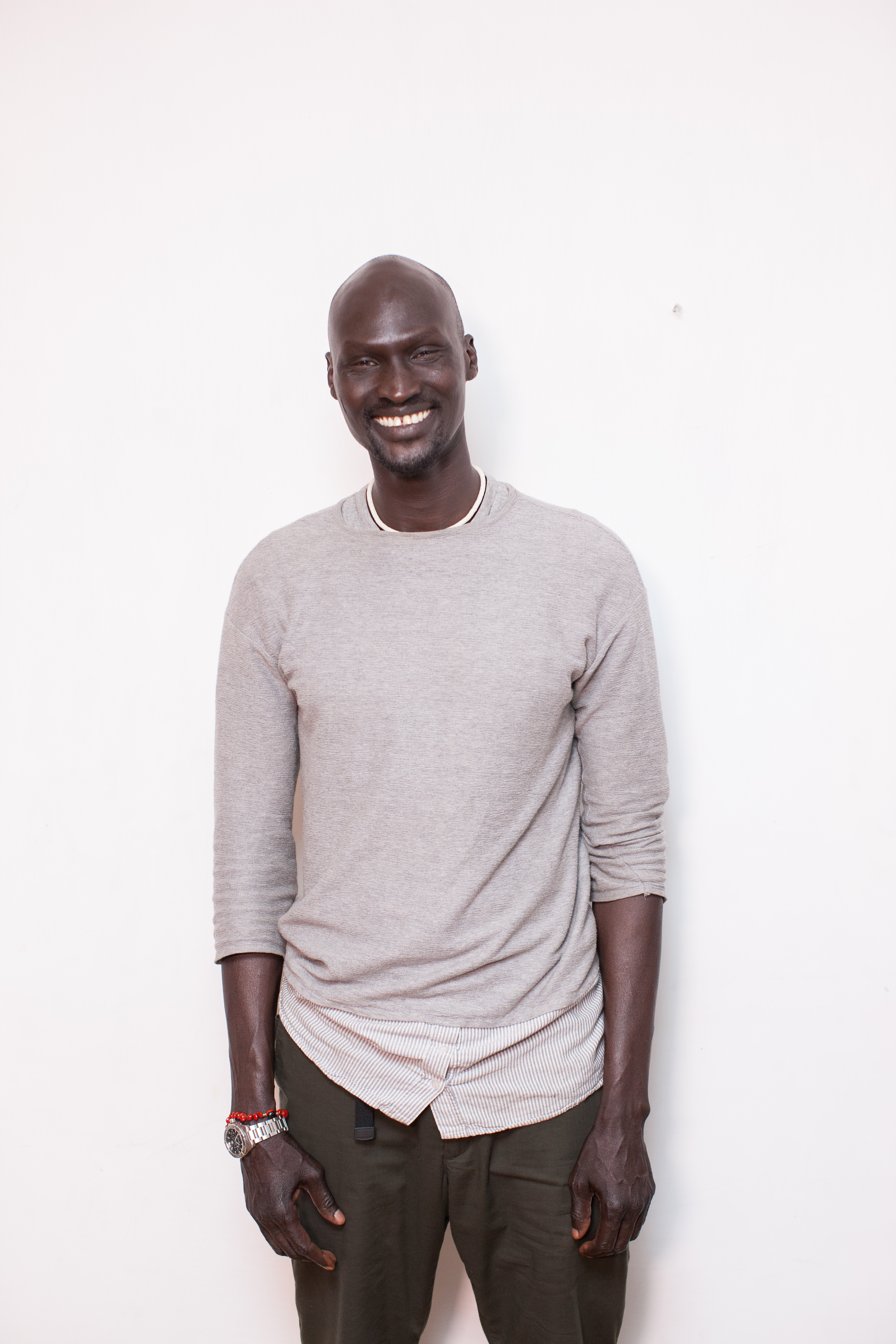
Ger Duany, ator
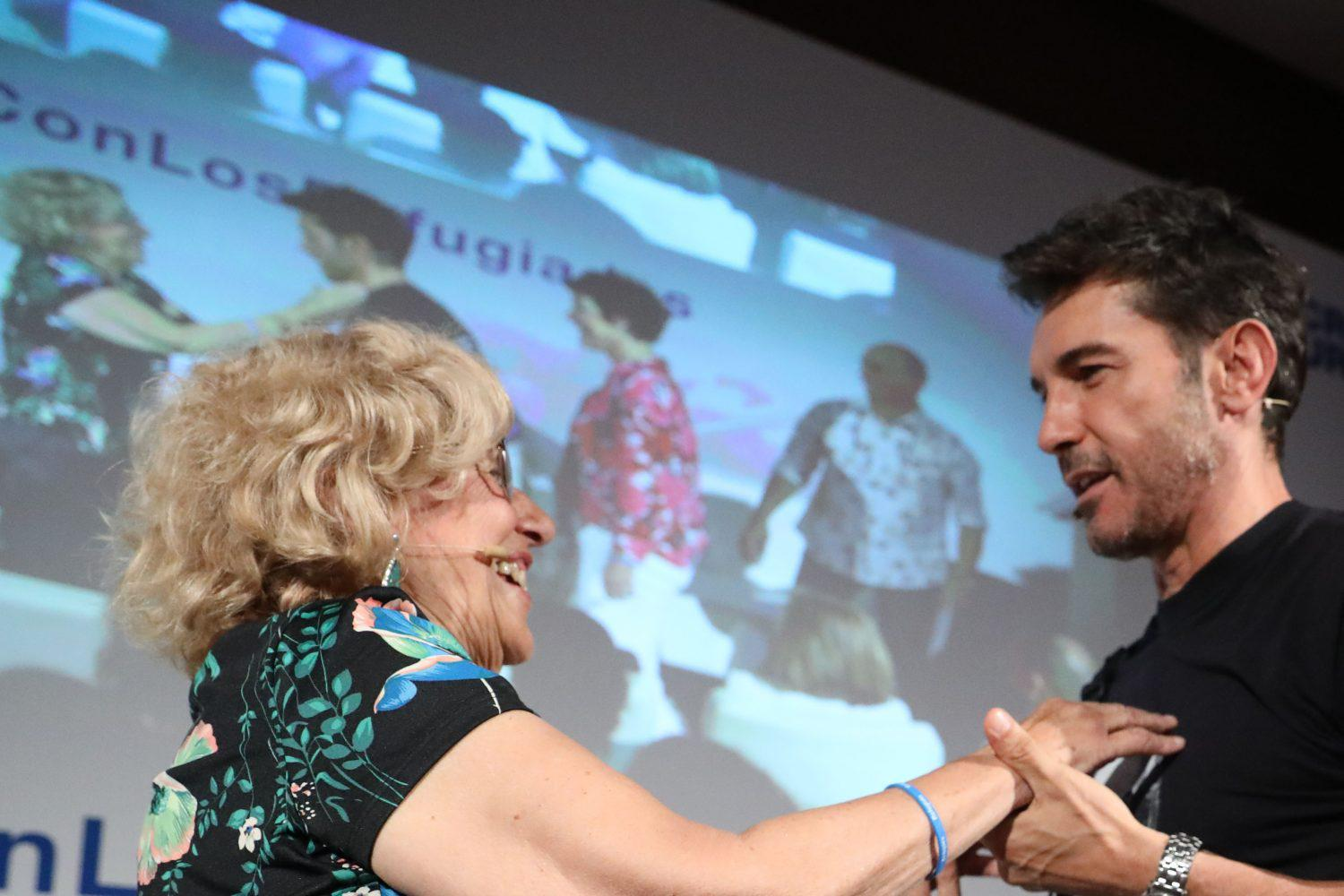
Jesús Vázquez, apresentador
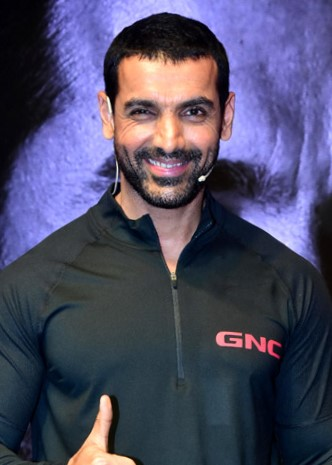
John Abraham, ator
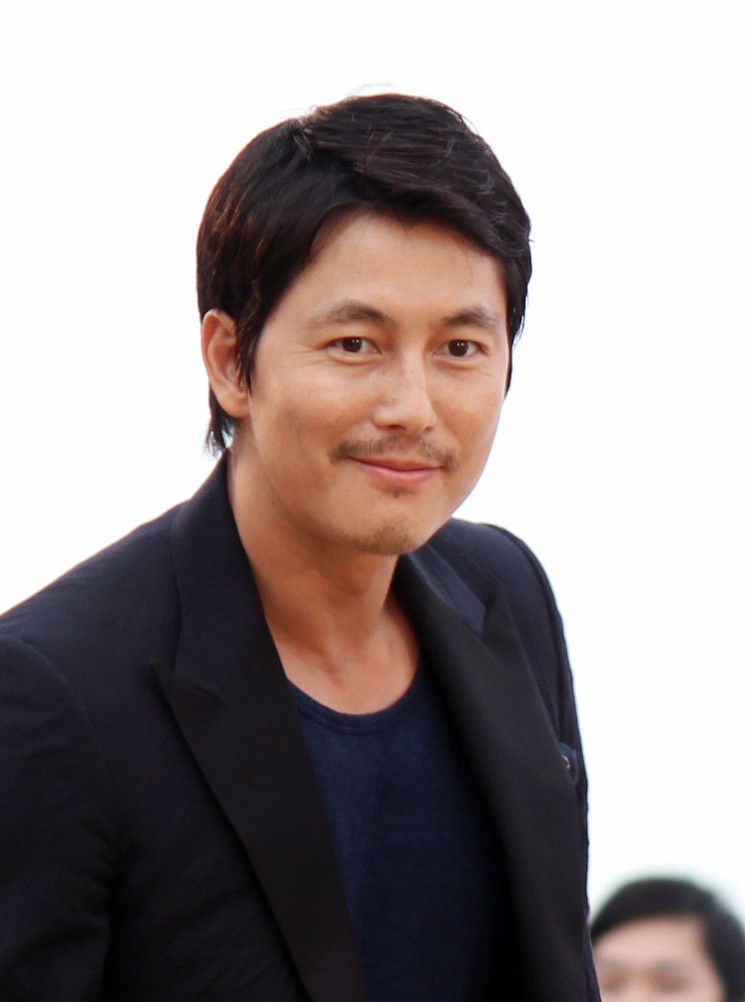
Jung Woo-sung, ator
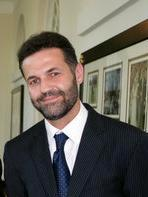
Khaled Hosseini, autor
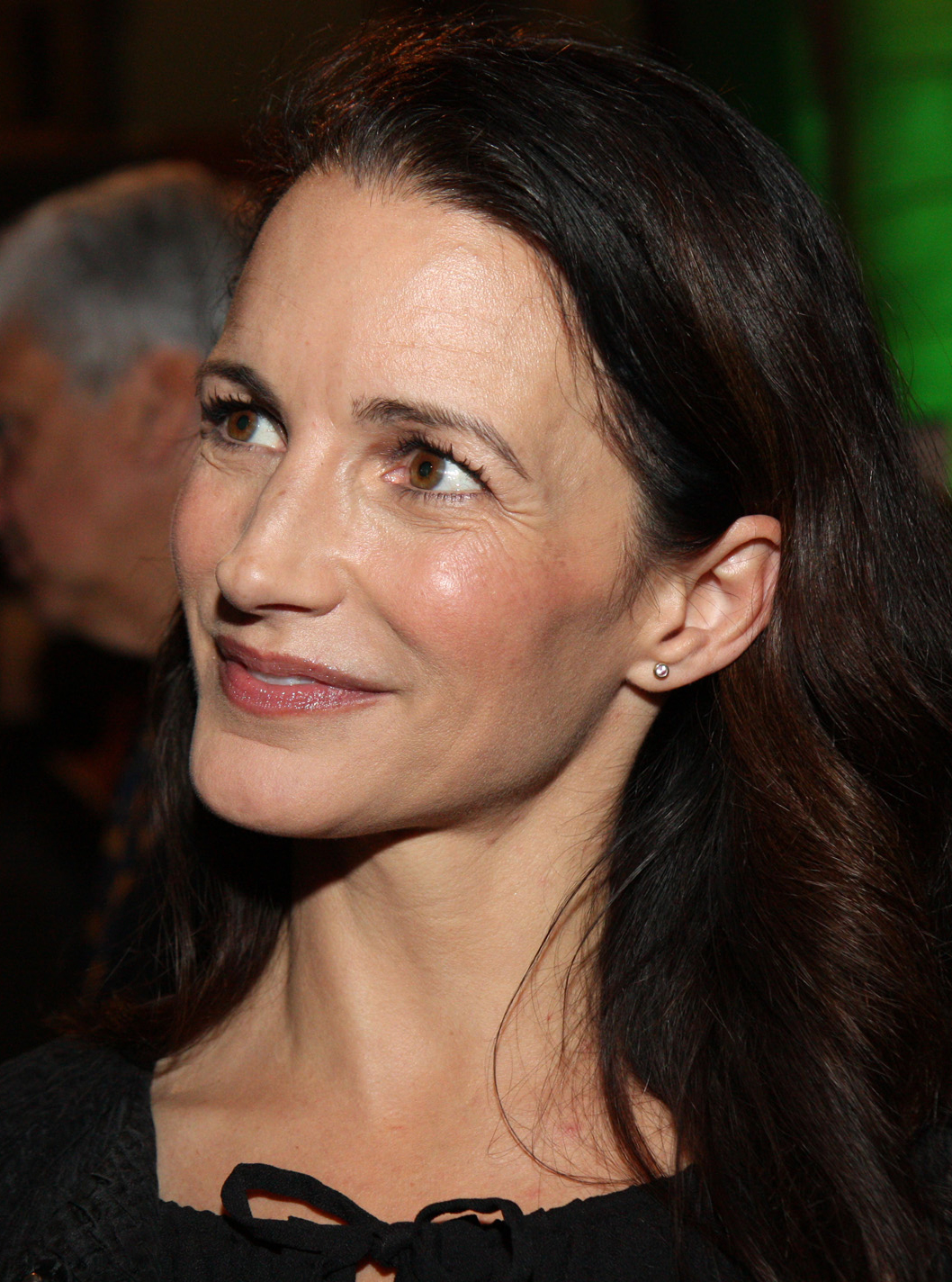
Kristin Davis, atriz
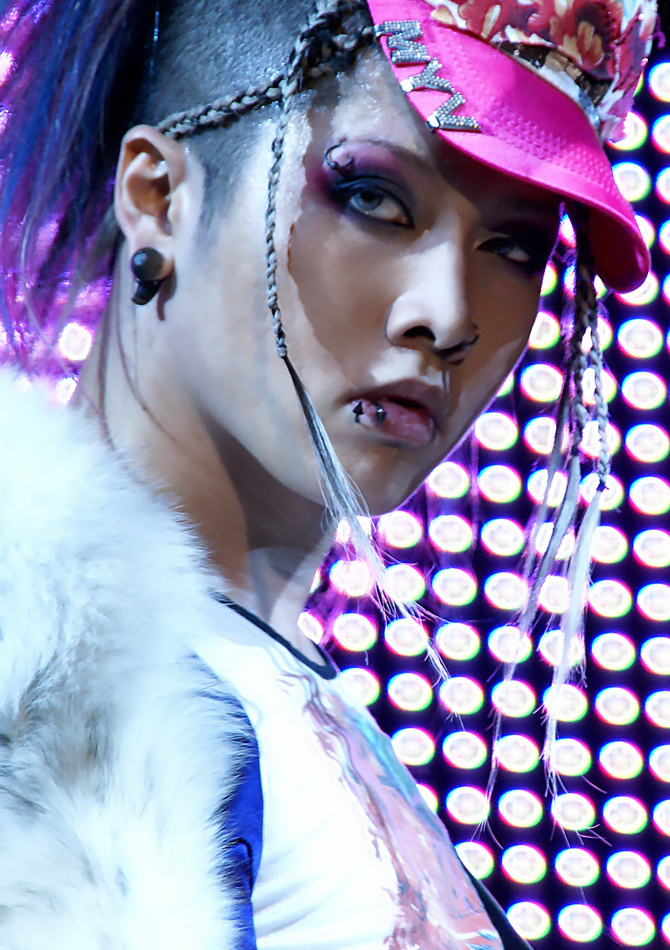
Miyavi, compositor
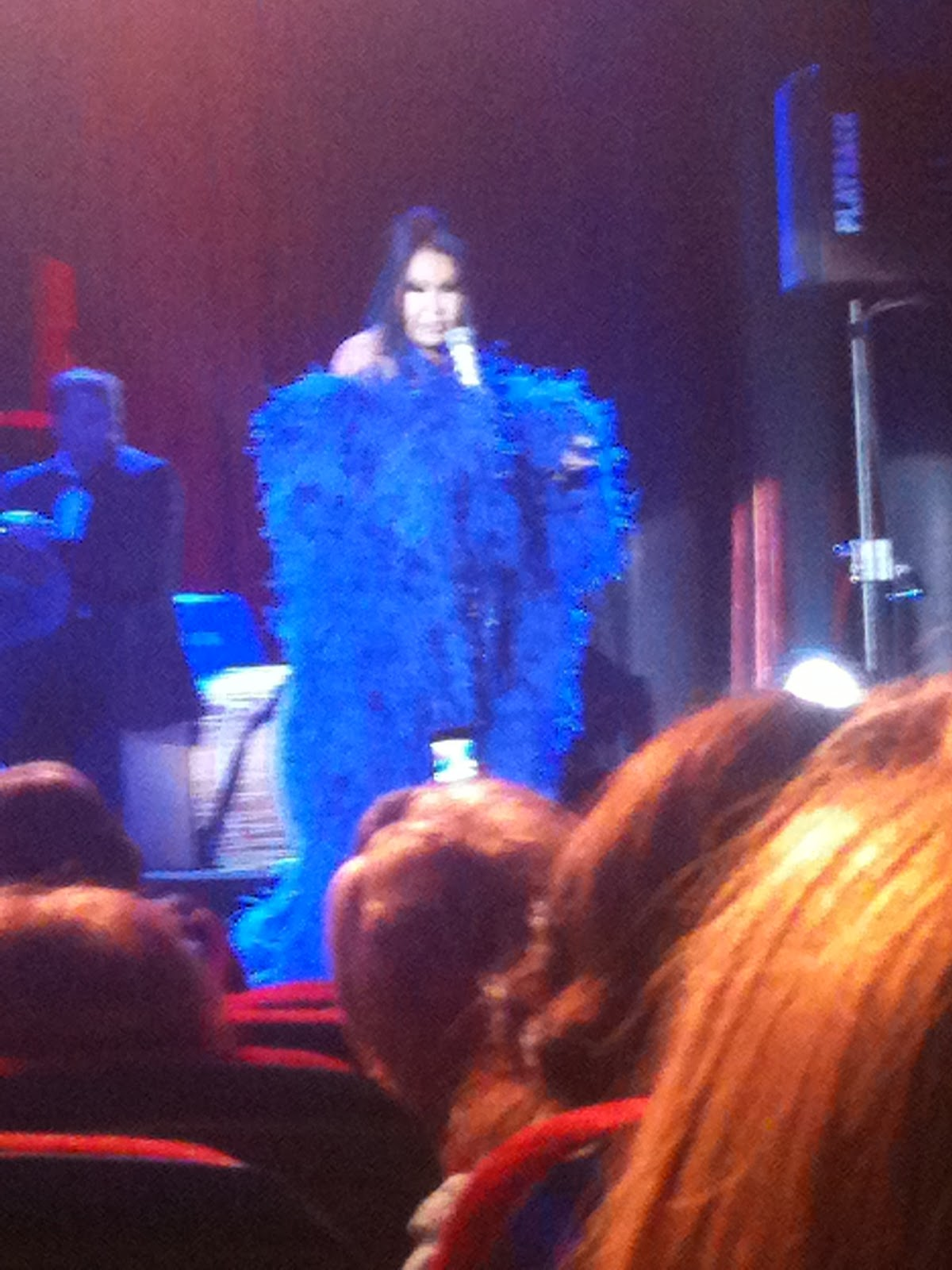
Muazzez Ersoy, cantora
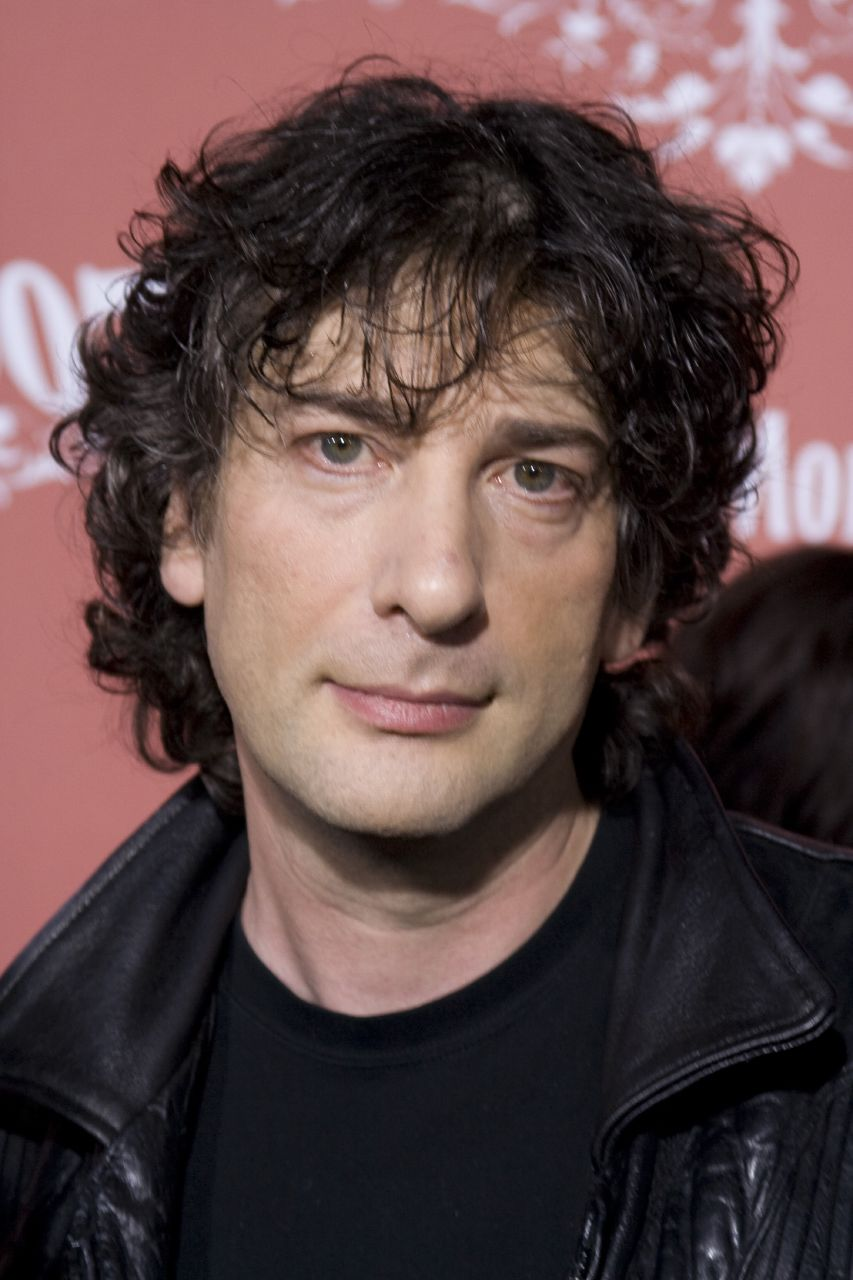
Neil Gaiman, autor
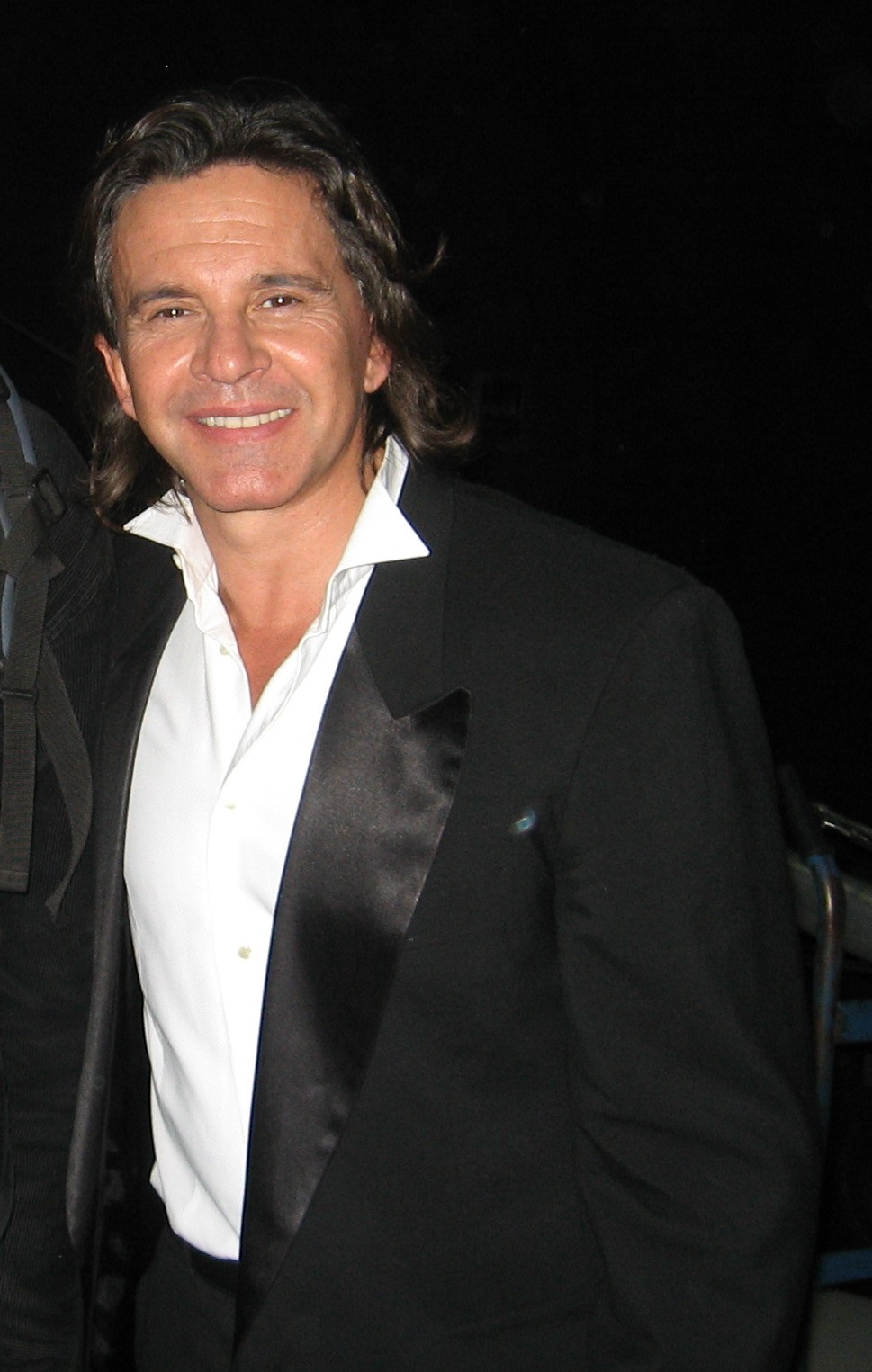
Osvaldo Laport, ator
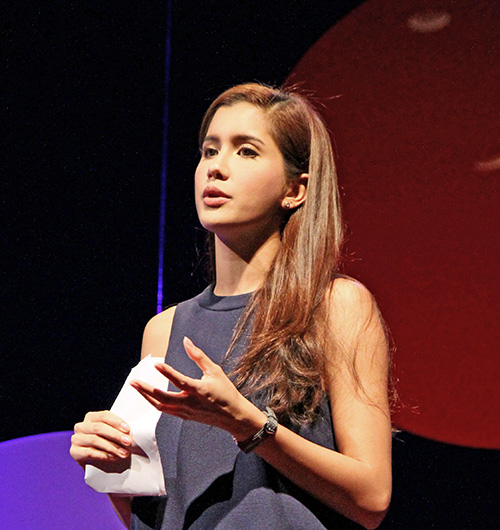
Praya Lundberg, modelo
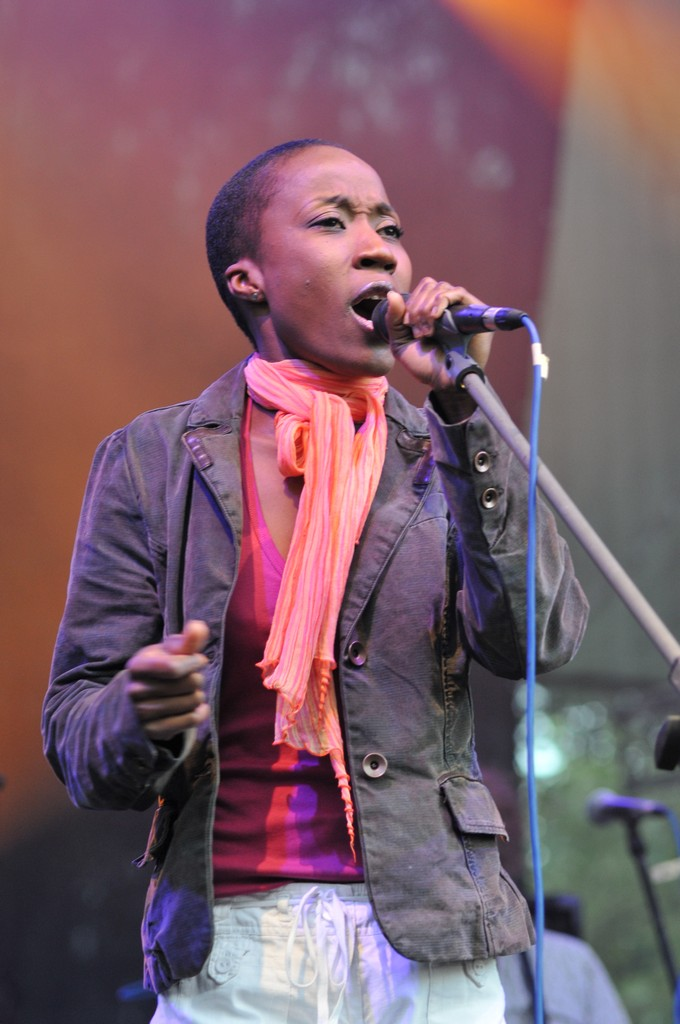
Rokia Traoré, cantora
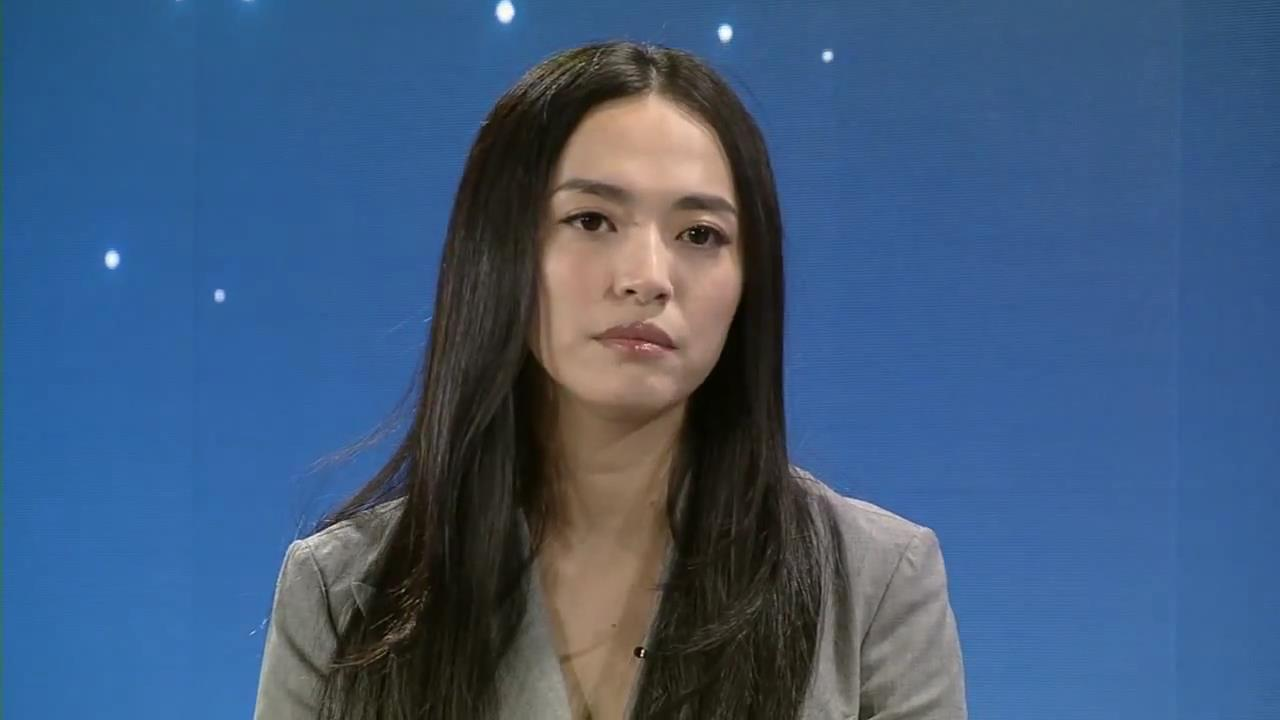
Yao Chen, atriz